# Seznam soutěží amerického fotbalu v Česku
České soutěže v americkém fotbale  jsou pořádány Českou asociací amerického fotbalu (ČAAF). Nejvyšší soutěž ČLAF hraje 7 týmů. 

## Historie
V Česku jsou první zmínky o americkém fotbale datovány do roku 1990, kdy Martin Vybořil dovedl k založení první český tým Prague Lions.[zdroj?] Česká asociace amerického fotbalu byla založena v roce 1994 od kdy se koná pravidelně soutěž o mistra České republiky. Historicky nejúspěšnější je tým Prague Black Panthers.

## Organizace soutěží

### Účastníci
Snapbacks liga (2025) (7 týmů): Vysočina Gladiators, Přerov Mammoths, Ostrava Steelers, Bratislava Monarchs, Nitra Knights, Znojmo Knights, Pilsen Patriots
2. liga mužů (2025) (10 týmů): Příbram Bobcats, Třinec Sharks, Prague Mustangs, Prague Lions, Brno Sígrs, Brno Alligators, Jičín Hurricanes, Pardubice Stallions, Zlín Golems, Ústí nad Labem Blades
3. liga (2025) (8 týmů): Tábor Foxes, Šumperk Dietos, Hradec Králové Dragons, Karlovy Vary Warriors, Trutnov Rangers, Nymburk Apes, Třebíč Cowboys
Mládež
Juniorská liga (2023) (6 týmů) :
Ostrava Steelers, Přerov Mammoths, Brno Bears, Prague Black Panthers, Příbram Bobcats, Vysočina Gladiators
1. Dorostenecká liga (2024) (5 týmů):
Brno Bears, Prague Mustangs, Prague Black Panthers, Jičín Hurricanes, Pilsen Patriots
2. Dorostenecká liga (2024) (6 týmů):   
Příbram Bobcats, Ostrava Steelers, Vysočina Gladiators, Nitra Knights, Ústí nad Labem Blades, Přerov Mammoths
Ženská liga (5 týmů):
(Informace k roku 2024)
Warsav Sirens, Prague Harpies, Prague Black Cats, Jičín Hurricanes, Brno Amazons,
V minulosti se ligy účastnily i jiné týmy ze zahraničí, například polský tým Wroclaw Giants či slovenské týmy Zvolen Patriots a Trnava Bulldogs. Tým Prague Black Panthers nyní hraje rakouskou ligu Austrian Football League (AFL). Tým Znojmo Knights hrál tuto ligu do sezóny 2023. Tým Prague Lions hraje od sezóny 2023 European League of Football. V sezóně 2024 vyhrál tým Nitra Knights ČLAF, a poprvé tak vyhrál českou nejvyšší ligu zahraniční tým. 

### Playoff
V ČLAF postupují první čtyři týmy do semifinále a vítězové obou semifinálových zápasů postoupí do finále (tzv. Czech Bowl).
Ve 2. lize po základní části postoupí první čtyři týmy do semifinále a vítězové obou semifinálových zápasů postoupí do finále (tzv. Silver Bowl).
Ve 3. lize po základní části postupují první dva týmy do finále (tzv. Bronze Bowl).

### Czech Bowl
Finále ligy amerického fotbalu se nazývá Czech Bowl podle Super Bowlu – finále americké NFL. Pravidelně se hraje od roku 1995, je to zakončení každé sezóny ČLAF. První ligový ročník v roce 1994 se hrál systémem každý s každým, bez playoff (a bez Czech Bowlu). Vítězem ligy se tak stal nejlepší tým po základní části.
| Poř. | Rok  | Vítěz                 | Finalista           | Skóre      |
| -    | 1994 | Prague Panthers       | -                   | -          |
| 1.   | 1995 | Prague Panthers       | Prague Lions        | 52:22      |
| 2.   | 1996 | Prague Panthers       | Ostrava Steelers    | 48:30      |
| 3.   | 1997 | Ostrava Steelers      | Prague Panthers     | 35:21      |
| 4.   | 1998 | Prague Lions          | Prague Panthers     | 29:8       |
| 5.   | 1999 | Prague Panthers       | Prague Lions        | 38:0       |
| 6.   | 2000 | Prague Panthers       | Prague Lions        | 15:13      |
| 7.   | 2001 | Prague Panthers       | Brno Alligators     | 35:13      |
| 8.   | 2002 | Prague Panthers       | Brno Alligators     | 52:14      |
| 9.   | 2003 | Prague Panthers       | Prague Lions        | 23:14      |
| 10.  | 2004 | Prague Lions          | Prague Panthers     | 13:3       |
| 11.  | 2005 | Prague Lions          | Prague Panthers     | 24:9       |
| 12.  | 2006 | Prague Lions          | Bratislava Monarchs | 38:21      |
| 13.  | 2007 | Prague Panthers       | Prague Lions        | 28:13      |
| 14.  | 2008 | Prague Panthers       | Prague Lions        | 24:14      |
| 15.  | 2009 | Prague Panthers       | Prague Lions        | 24:14      |
| 16.  | 2010 | Prague Panthers       | Prague Black Hawks  | 74:0       |
| 17.  | 2011 | Prague Black Hawks    | Prague Panthers     | 32:31      |
| 18.  | 2012 | Prague Black Hawks    | Prague Panthers     | 35:34      |
| 19.  | 2013 | Prague Black Panthers | Prague Lions        | 48:9       |
| 20.  | 2014 | Prague Black Panthers | Příbram Bobcats     | 40:0       |
| 21.  | 2015 | Prague Black Panthers | Příbram Bobcats     | 52:13      |
| 22.  | 2016 | Prague Black Panthers | Prague Lions        | 10:9       |
| 23.  | 2017 | Prague Black Panthers | Ostrava Steelers    | 28:0       |
| 24.  | 2018 | Prague Black Panthers | Ostrava Steelers    | 30:7       |
| 25.  | 2019 | Prague Lions          | Ostrava Steelers    | 29:23      |
| 26.  | 2020 | -                     | -                   | -          |
| 27.  | 2021 | Vysočina Gladiators   | Prague Lions        | 23:0       |
| 28.  | 2022 | Prague Lions          | Vysočina Gladiators | 35:29      |
| 29.  | 2023 | Vysočina Gladiators   | Ostrava Steelers    | 42:28      |
| 30.  | 2024 | Nitra Knights         | Znojmo Knights      | 35:28 (OT) |
| 31.  | 2025 | Vysočina Gladiators   | Ostrava Steelers    | 60:10      |

### Počet účastí v Czech Bowlu
| Počet | Tým                   | Ročníky                                                  |
| 17×   | Prague Panthers       | 1995–2005, 2007–2012                                     |
| 16×   | Prague Lions          | 1995, 1998–2000, 2003–2009, 2013, 2016, 2019, 2021, 2022 |
| 7×    | Ostrava Steelers      | 1996, 1997, 2017, 2018, 2019, 2023, 2025                 |
| 6×    | Prague Black Panthers | 2013–2018                                                |
| 4×    | Vysočina Gladiators   | 2021, 2022, 2023, 2025                                   |
| 3×    | Prague Black Hawks    | 2010–2012                                                |
| 2×    | Brno Alligators       | 2001, 2002                                               |
| 2×    | Příbram Bobcats       | 2014, 2015                                               |
| 1×    | Bratislava Monarchs   | 2006                                                     |
| 1×    | Nitra Knights         | 2024                                                     |
| 1×    | Znojmo Knights        | 2024                                                     |

### Vítězové Czech Bowlu
Při prvním ročníku v roce 1994 se hrálo bez play-off.
| Počet | Tým                   | Ročníky                         |
| 11×   | Prague Panthers       | 1995–1996, 1999–2003, 2007–2010 |
| 6×    | Prague Black Panthers | 2013–2018                       |
| 6×    | Prague Lions          | 1998, 2004–2006, 2019, 2022     |
| 3×    | Vysočina Gladiators   | 2021, 2023, 2025                |
| 2×    | Prague Black Hawks    | 2011, 2012                      |
| 1×    | Ostrava Steelers      | 1997                            |
| 1×    | Nitra Knights         | 2024                            |

### Vítězové Silver Bowlu
Silver Bowl – finále 2. ligy (dříve B ligy nebo II. divize) se pravidelně hraje až od roku 2010, při prvním ročníku B ligy v roce 2000 se hrálo bez play-off.
| Počet | Tým                   | Ročníky                |
| 4×    | Pardubice Stallions   | 2010, 2011, 2015, 2023 |
| 3×    | Brno Alligators       | 2006, 2007, 2017       |
| 2x    | Třinec Sharks         | 2021, 2022             |
| 2×    | Pilsen Patriots       | 2013, 2024             |
| 2×    | Brno Sígrs            | 2016, 2025             |
| 1×    | Příbram Bobcats       | 2000                   |
| 1×    | Havířov Devils        | 2008                   |
| 1×    | Budweis Hellboys      | 2012                   |
| 1×    | Ostrava Steelers      | 2014                   |
| 1×    | Ústí nad Labem Blades | 2018                   |
| 1×    | Přerov Mammoths       | 2019                   |

### Vítězové Bronze Bowlu
Bronze Bowl – finále 3. ligy (dříve C ligy nebo III. divize) se hraje od roku 2012, pravidelně od roku 2014.
| Počet | Tým                     | Ročníky          |
| 3×    | Bílovice Sígrs          | 2012, 2014, 2015 |
| 2×    | Zlín Golems             | 2019, 2024       |
| 1×    | Brno Alligators         | 2016             |
| 1×    | Přerov Mammoths         | 2017             |
| 1×    | Prague Black Panthers 2 | 2018             |
| 1×    | Bělá Raiders            | 2022             |
| 1×    | Jičín Hurricanes        | 2023             |
| 1×    | Hradec Králové Dragons  | 2025             |

### Vítězové Iron Bowlu
Iron Bowl – finále 4. ligy se hrálo poprvé roku 2015.
| Počet | Tým                 | Ročníky |
| ----- | ------------------- | ------- |
| 1×    | Znojmo Knights      | 2015    |
| 1×    | Vysočina Gladiators | 2016    |
| 1×    | Třinec Sharks       | 2017    |
| 1×    | Liberec Titans      | 2018    |
| 1×    | Budweis Hellboys    | 2019    |

### Vítězové Rose Bowlu
Rose Bowl – finále 1. ženské ligy se hrálo poprvé roku 2015.
| Počet | Tým               | Ročníky                            |
| ----- | ----------------- | ---------------------------------- |
| 6×    | Brno Amazons      | 2016, 2017, 2018, 2019, 2023, 2024 |
| 2×    | Prague Black Cats | 2015, 2021, 2022                   |